# Surinaamse doodsrituelen

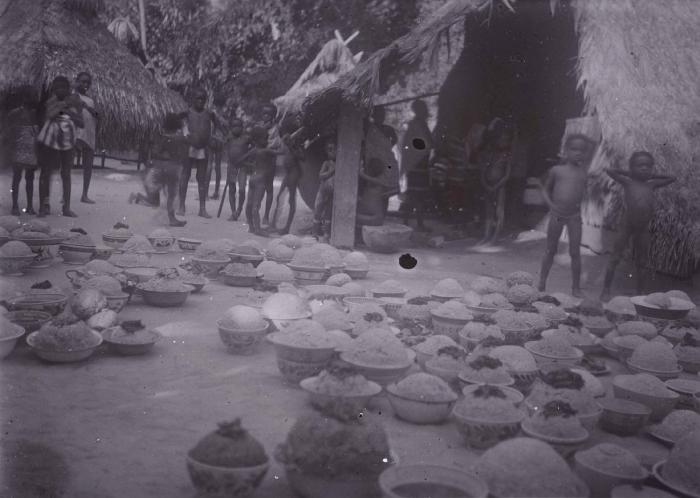
Als rituele afsluiting van een rouwperiode worden voedseloffers bij het lijkenhuisje gebracht, en geofferd aan de voorouders van de overledene en de overledene zelf. Zichtbaar zijn rijstbollen met vlees (van schildpad) en gebakken kippeneieren in grote schalen

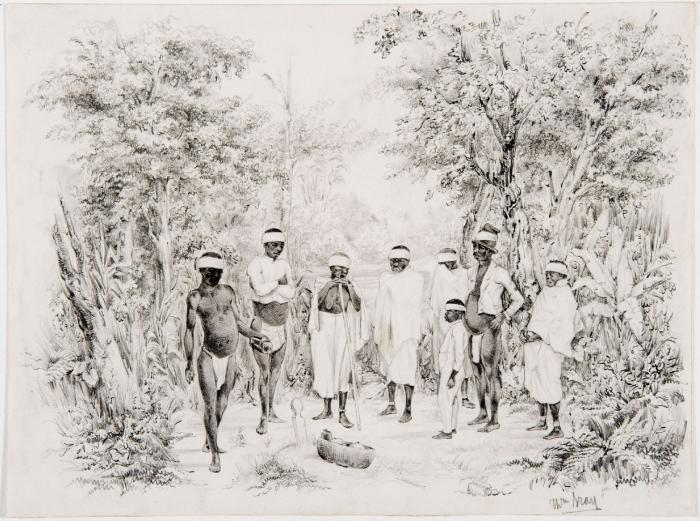
Een aantal mensen staat rond een begraafplaats. Op de voorgrond ligt een kleine bundel met offers voor de overledene. De man linksvoor draagt alleen een kamisa, een lendendoek, en evenals de overige aanwezigen, een witte hoofdband. Hij is een ritueel specialist, en giet vloeistof rondom het graf, dat is gemerkt met een figuratieve gedenksteen

In de Afro-Surinaamse traditie betekent de dood niet dat iemand voorgoed verdwenen is; men gelooft dat de ziel na het overlijden in een andere vorm eeuwig voortleeft. Om de overgang van het aardse leven naar het hiernamaals goed te laten verlopen, moet de ziel van een overledene loskomen van het lichaam van de overledene en op een goede manier afscheid kunnen nemen van het aardse bestaan. Surinaamse doodsrituelen zijn traditionele overgangsrituelen die daarin voorzien.

## Traditie en functie
Doodsrituelen maken onderdeel uit van de cultuur van de winti-religie: om het evenwicht tussen het aardse en het bovenaardse te bewaren – geesten van overledenen kunnen zich op allerlei manieren in het aardse leven doen gelden – dient men zich te houden aan spirituele voorschriften en gebruiken.
Naast het vervullen van een spirituele functie – het mogelijk maken van de overgang van het aardse naar het hiernamaals – dragen doodsrituelen in psychologische zin bij aan het proces van rouwverwerking. Ook vervullen ze een sociale functie: doodsrituelen worden begeleid door speciaal daartoe aangezochte en bevoegde mensen, en worden vaak in groten getale bezocht door nabestaanden, vrienden en bekenden.

## Ontwikkeling
De winti-volksreligie en daarmee het Afro-Surinaamse geloof in en het uitoefenen van doodsrituelen is beïnvloed door de kolonisatie en de komst van het christendom. Door de botsende verhouding tussen christendom en winti, en de koloniale onderdrukking, worden rituele handelingen soms in een taboesfeer uitgeoefend. Bovendien wordt er, niet zelden door de hoge kosten, vaak van de traditionele overgangsrituelen afgeweken of wordt er op een andere manier invulling of vorm aan gegeven.

## Traditionele doodsrituelen
Dede oso (letterlijk: doden- sterfhuis en dodenwaken) verwijst naar de ceremonies die aan een sterfhuis verbonden zijn. Traditioneel duurt een dede oso van de avond voor de begrafenis tot de ochtend erna. Vroeger werd er die nacht bij de nabestaanden in huis geslapen om hen bij te staan en te beschermen tegen de geest van de overledene, de yorka, die zich nog ‘tussen twee werelden’ bevindt. De yorka heeft het lichaam verlaten, maar heeft nog geen eindbestemming gevonden. Tegen het gevaar van besmetting door de yorka, en om die te manen te vertrekken, worden bepaalde gebruiken in acht genomen, zoals het bedekken van afbeeldingen van de overledene en spiegels, en het bedekken van voedsel en drank die aan gasten worden geserveerd. De yorka wordt gunstig gestemd met voedseloffers. Gedurende een dede oso worden soms verhalen (Anansitori's) of anekdotes over de overledene verteld en onder begeleiding van een voorzanger worden rouw- of troostliederen gezongen (dede oso-singi).
Na de dede oso volgt de wasi dede, begeleid door lijkbewassers en afleggers (dinari), de zogenaamde bemiddelaars tussen leven en dood. Zij dragen zorg voor de dinariwroko, de bewassing: het toonbaar maken en conserveren van het lichaam. Dan wordt het lichaam in de kist gelegd en kan er afscheid worden genomen, begeleid door de dinari, die er onder andere op toezien dat er geen tranen in de kist vallen om besmetting met de yorka te voorkomen.
Tijdens de anitriberi, de begrafenis, wordt de kist gedragen door dragiman, dragers, die soms onder het uitvoeren van danspassen de overledene naar diens laatste rustplaats begeleiden. De danspassen en plotselinge schijnbewegingen moeten voorkomen dat de geest van de overledene hem of haar kan volgen, op de weg naar de laatste rustplaats. Acht dagen na de begrafenis volgt de aitidei, een rouwbijeenkomst die vergelijkbaar is met de dede oso. Zes weken na het overlijden volgt opnieuw een rouwbijeenkomst, de siksiwiki, opnieuw vergelijkbaar met de dede oso. Het laatste ritueel waarmee de rouwperiode wordt afgesloten, is de puru blaka, waarbij de ziel van de overledene wordt 'vrijgemaakt'. Ter herinnering aan de overledenen wordt een wit slijtdoek opgehangen aan de Fraga tiki (vlaggenstok).